# Dawuhan (Talang)
Dawuhan is een bestuurslaag in het regentschap Tegal van de provincie Midden-Java, Indonesië. Dawuhan telt 4546 inwoners (volkstelling 2010).